# 福永巡检司
福永巡检司是明代、清代设立于新安县的一个下级派出军事机构，有巡检、司吏各一名。该司位于福永村南，今宝安区福永街道境内。初设于洪武三十年（1397年），由元代屯门、固戍角两个巡检司的官署、兵营合并而成的固戍寨演变而来。
巡检司下辖西乡、福永、沙井、松岗、公明、石岩等地，包围了边境安全和当地治安，福永的码头圩市也逐渐繁荣。万历三年(1575年)，巡检司有工兵50人，看管当地的城池、仓库、牢狱，万历十五年改为工兵12人、打手13人。康熙二十七年（1866年）裁撤。